# Yang Yeon-soo
Yang Yeon-soo (* 9. April 1991 in Incheon) ist eine ehemalige südkoreanische Squashspielerin.

## Karriere
Yang Yeon-soo spielte von 2013 bis 2015 auf der PSA World Tour. Ihre beste Platzierung in der Weltrangliste erreichte sie mit Rang 147 im September 2015. Mit der südkoreanischen Nationalmannschaft nahm sie 2012 an der Weltmeisterschaft teil sowie an mehreren Asienmeisterschaften. Bei Asienspielen gewann sie mit der Mannschaft sowohl 2014 als auch bei den 2023 ausgetragenen Asienspielen 2022 in Hangzhou die Bronzemedaille. Im Mixed schied sie mit Lee Dong-jun im Viertelfinale aus.

## Erfolge
- Asienspiele: 2 × Bronze (Mannschaft 2014 und 2022)